# Justizvollzugsanstalt Hohenleuben
Die Justizvollzugsanstalt Hohenleuben ist eine Justizvollzugsanstalt (JVA) im thüringischen Hohenleuben. Sie wurde 1897 als Gefängnis gegründet.

## Geschichte
Das erste Gebäude wurde 1897 als Gefangenenhaus gebaut. Nachdem das Grundstück 1921 auf die Stadt Hohenleuben überging, wurde das Haus Amtshaus und Wohnung des Bürgermeisters. Ab 1934 wurde der Bau als Verwaltung für das neu errichtete Frauengefängnis genutzt.

### Vom Kriegsende bis zum Ende der DDR (1945–1989)
Von 1954 bis zur Umwandlung zur Justizvollzugsanstalt dienten die Gebäude als Jugendhaus, Arbeitserziehungskommando und Jugendstrafanstalt. Das Gefängnis hatte zu DDR-Zeiten 600 Haftplätze.
Zu DDR-Zeiten waren in der Strafanstalt unter anderem politische Gefangene inhaftiert, also DDR-Bürger, die als Gegner des SED-Regimes galten oder in den Westen ausreisen wollten. Diese mussten wie die anderen Gefangenen auch in Akkord arbeiten. Jedoch waren die sogenannten politisch Inhaftierten in Hohenleuben von anderen Straftätern isoliert und deshalb nicht dem gleichen psychologischen Druck ausgesetzt wie zum Beispiel in Hoheneck. Auch hatten die Inhaftierten in Hohenleuben vergleichsweise kürzere Freiheitsstrafen. Daher galt die Haft in Hohenleuben unter politischen Gefangenen der DDR als das vergleichsweise kleinere Übel.

### Von der Wiedervereinigung zur heutigen Nutzung (seit 1990)
Die theoretische Kapazität des Gefängnisses von 600 Haftplätzen in der DDR beruhte auf einer durchschnittlichen Fläche von 3,9 m² pro Gefangenem. Durch Neuberechnung der Belegungsfähigkeit nach der Übernahme in den bundesdeutschen Justizvollzugsdienst reduzierte sich die Kapazität auf 234 Haftplätze. Nachdem zwischen 1990 und 1999 männliche und weibliche Erwachsene und Jugendliche Straf- und Untersuchungshaft im Komplex ableisteten, dient die Justizvollzugsanstalt Hohenleuben seit dem 1. Juli 1999 ausschließlich dem Vollzug von Haftstrafen von männlichen erwachsenen Gefangenen.
Die JVA verfügt heute über 345 Haftplätze für männliche Gefangene im geschlossenen und 25 Haftplätze für männliche Gefangene im offenen Vollzug. Es werden 159 Bedienstete beschäftigt. Neben schulischen Aus- und Weiterbildungsangeboten in Deutsch und Englisch können verschiedene IHK-Abschlüsse in den Bereichen Bautechnik, Elektrotechnik, Metalltechnik, in der Küche und als Maler und Lackierer absolviert werden.